# Mario Briceño
Mario Cristián Osmín Briceño Portilla (La Serena, Chile, 20 de junio de 1996) es un futbolista profesional chileno que se desempeña como extremo y actualmente milita en Huachipato de la Primera División de Chile.

## Trayectoria

### Deportes La Serena (2014-2016)
Formado en la escuela de fútbol Minas Romeral de La Serena. Con tan solo 14 años fue a probar suerte a Deportes La Serena, en donde quedó y posteriormente hizo las inferiores en el cuadro papayero. 
Debutó oficialmente en el primer equipo el 21 de mayo del año 2014 ante Deportes Copiapó en el Estadio Luis Valenzuela Hermosilla, jugando 64 minutos del encuentro que terminó empatado 3-3 por la Copa Chile.
De a poco ha ido cimentando su carrera con mucho esfuerzo, sacrificio, dedicación y trabajo, logrando ser tenido siempre en cuenta en el equipo titular, y bajo el alero del técnico Luis Musrri se está abriendo camino en el difícil mundo del fútbol profesional.

### Universidad de Chile (2016-2017)
El 21 de julio del año 2016 se anuncia la contratación de Briceño a Universidad de Chile por USD$200.000 a cambio del 60% de su pase.

### Deportes Antofagasta (2017)
Tras una irregular temporada en Universidad de Chile es enviado a préstamo a Deportes Antofagasta para afrontar el Torneo Transición 2017. Terminado el semestre, disputó quince encuentros y anotó tres goles en el cuadro puma. Sin embargo, sería despedido de la institución por sus constantes actos de indisciplina.

### Curicó Unido (2018)
El 18 de enero de 2018, Curicó Unido hizo oficial la incorporación del jugador de cara a la temporada 2018.

### Rangers de Talca (2021)
El día 26 de septiembre del 2021, Rangers de Talca confirma por redes sociales el arribo de Briceño para la segunda rueda de la temporada. En dicha institución no alcanza el rendimiento esperado, esto sumado a que sería poco tomado en cuenta por el técnico y a un acto de indisciplina generarían que no se le renovase para el siguiente campeonato.

## Estadísticas
Actualizado al último partido disputado el 19 de agosto de 2018.
| Club                                                                                              | Div.             | Temporada        | Liga  | Liga  | Copas nacionales(1) | Copas nacionales(1) | Copas internacionales(2) | Copas internacionales(2) | Total | Total |
| Club                                                                                              | Div.             | Temporada        | Part. | Goles | Part.               | Goles               | Part.                    | Goles                    | Part. | Goles |
| ------------------------------------------------------------------------------------------------- | ---------------- | ---------------- | ----- | ----- | ------------------- | ------------------- | ------------------------ | ------------------------ | ----- | ----- |
| La Serena · Chile                                                                                 | 2.ª              | 2014-15          | 4     | 0     | 4                   | 0                   | —                        | —                        | 8     | 0     |
| La Serena · Chile                                                                                 | 2.ª              | 2015-16          | 33    | 6     | 6                   | 0                   | —                        | —                        | 39    | 6     |
| La Serena · Chile                                                                                 | 2.ª              | 2016             | —     | —     | 2                   | 2                   | —                        | —                        | 2     | 2     |
| La Serena · Chile                                                                                 | Total club       | Total club       | 37    | 6     | 12                  | 2                   | 0                        | 0                        | 49    | 8     |
| Universidad de Chile · Chile                                                                      | 1.ª              | 2016-17          | 19    | 1     | 1                   | 0                   | —                        | —                        | 20    | 1     |
| Universidad de Chile · Chile                                                                      | Total club       | Total club       | 19    | 1     | 1                   | 0                   | 0                        | 0                        | 20    | 1     |
| Antofagasta · Chile                                                                               | 1.ª              | 2017             | 9     | 2     | 6                   | 1                   | —                        | —                        | 15    | 3     |
| Antofagasta · Chile                                                                               | Total club       | Total club       | 9     | 2     | 6                   | 1                   | 0                        | 0                        | 15    | 3     |
| Curicó Unido · Chile                                                                              | 1.ª              | 2018             | 5     | 0     | —                   | —                   | —                        | —                        | 5     | 0     |
| Curicó Unido · Chile                                                                              | Total club       | Total club       | 5     | 0     | 0                   | 0                   | 0                        | 0                        | 5     | 0     |
| Total en carrera                                                                                  | Total en carrera | Total en carrera | 70    | 100   | 19                  | 3                   | 0                        | 0                        | 89    | 12    |
| (1) Incluye datos de Copa Chile y Supercopa de Chile. (3) No incluye goles en partidos amistosos. |                  |                  |       |       |                     |                     |                          |                          |       |       |

## Palmarés

### Campeonatos nacionales
| Título           | Club                 | País  | Año    |
| ---------------- | -------------------- | ----- | ------ |
| Primera División | Universidad de Chile | Chile | 2017-C |
| Primera B        | Ñublense             | Chile | 2020   |